# Blora

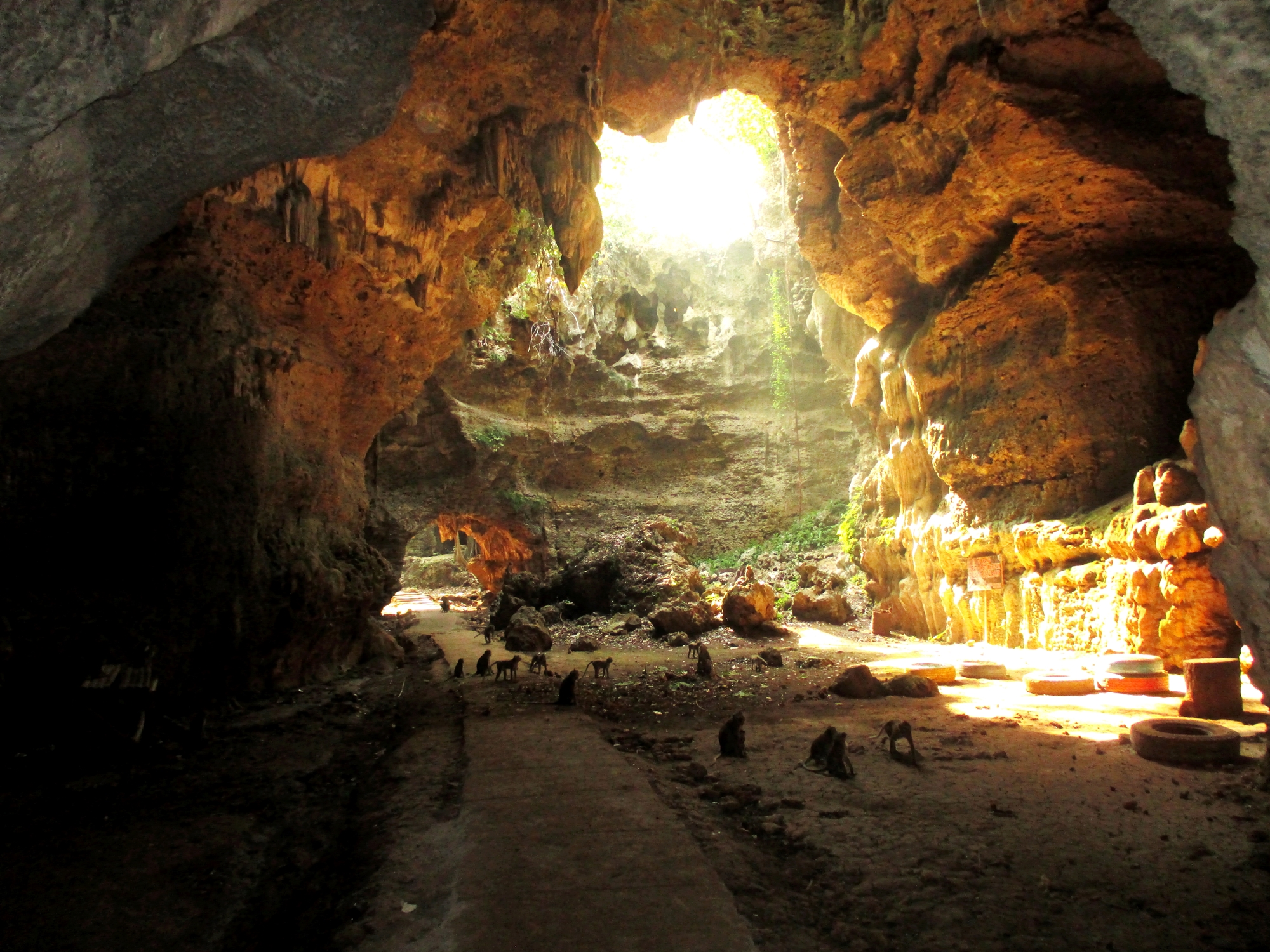
Terawang-Höhle im Dorf Kedungwungu, Kec.Todanan

Blora (Javanisch: ꦧ꧀ꦭꦺꦴꦫ) ist ein indonesischer Regierungsbezirk (Kabupaten) in der indonesischen Provinz Jawa Tengah. Mitte 2022 leben hier reichlich 0,9 Mio. Menschen. Hauptstadt und Regierungssitz des Verwaltungsbezirks ist die gleichnamige Stadt Blora, etwa 110 km östlich der Provinzhauptstadt Semarang gelegen.

## Geographie
Blora liegt im Osten der Provinz Jawa Tengah im Binnenland an der Grenze zur Provinz Ostjava. Blora erstreckt sich zwischen 6°53' s. Br. und 7°25' sowie zwischen 111°16' und 111°34' ö. L. Der Bezirk grenzt im Westen an die Regierungsbezirke Grobogan und Pati und im Norden an Rembang. Im Nordosten (Tuban), Südosten (Bojonegoro) und Südwesten (Ngawi) bilden drei Kabupaten aus der Provinz Ostjava die Grenze. Der Bengawan Solo bildet im Süden und Osten die Grenze.

## Verwaltungsgliederung
Administrativ unterteilt sich Blora in 16 Distrikte (Kecamatan), mit 295 Dörfern (davon haben 24 als Kelurahan urbanen Charakter).
| Code 1   | Kecamatan Distrikt | Ibu Kota Verwaltungssitz | Fläche (km²) | Einwohner Census 2010 2 | Volkszählung 2020 | Volkszählung 2020 | Volkszählung 2020 | Anzahl der | Anzahl der |
| Code 1   | Kecamatan Distrikt | Ibu Kota Verwaltungssitz | Fläche (km²) | Einwohner Census 2010 2 | Einwohner 3       | 0Dichte 40        | Sex Ratio 5       | Desa 6     | Kel. 7     |
| -------- | ------------------ | ------------------------ | ------------ | ----------------------- | ----------------- | ----------------- | ----------------- | ---------- | ---------- |
| 33.16.01 | Jati               | Doplang                  | 183,62       | 45.177                  | 49.143            | 267,6             | 100,97            | 12         | –          |
| 33.16.02 | Randublatung000    | Randublatung             | 211,13       | 73.969                  | 77.649            | 367,8             | 99,47             | 16         | 2          |
| 33.16.03 | Kradenan           | Menden                   | 109,51       | 38.721                  | 41.062            | 375,0             | 100,48            | 10         | –          |
| 33.16.04 | Kedungtuban        | Kedungtuban              | 106,86       | 54.220                  | 57.447            | 537,6             | 101,38            | 17         | –          |
| 33.16.05 | Cepu               | Cepu                     | 49,15        | 72.146                  | 76.370            | 1.553,8           | 98,42             | 11         | 6          |
| 33.16.06 | Sambong            | Sambong                  | 88,75        | 24.933                  | 27.659            | 311,7             | 100,09            | 10         | –          |
| 33.16.07 | Jiken              | Jiken                    | 168,17       | 37.369                  | 38.374            | 228,2             | 100,40            | 11         | –          |
| 33.16.08 | Jepon              | Jepon                    | 107,72       | 58.940                  | 62.824            | 583,2             | 101,30            | 24         | 1          |
| 33.16.09 | Blora              | Blora                    | 79,79        | 90.714                  | 93.779            | 1.175,3           | 98,57             | 16         | 12         |
| 33.16.10 | Tunjungan          | Tunjungan                | 101,82       | 44.828                  | 47.981            | 471,2             | 99,02             | 15         | –          |
| 33.16.11 | Banjarejo          | Banjarejo                | 103,52       | 56.907                  | 62.152            | 600,4             | 101,79            | 20         | –          |
| 33.16.12 | Ngawen             | Ngawen                   | 100,98       | 55.950                  | 60.559            | 599,7             | 101,18            | 27         | 2          |
| 33.16.13 | Kunduran           | Kunduran                 | 127,98       | 61.972                  | 66.189            | 517,2             | 100,46            | 25         | 1          |
| 33.16.14 | Todanan            | Todanan                  | 128,74       | 57.013                  | 63.030            | 489,6             | 100,74            | 25         | –          |
| 33.16.15 | Bogorejo           | Bogorejo                 | 49,81        | 23.548                  | 24.805            | 498,0             | 99,51             | 14         | –          |
| 33.16.16 | Japah              | Japah                    | 103,05       | 33.321                  | 35.310            | 342,7             | 99,55             | 18         | –          |
| 33.16    | Kab. Blora         | Blora                    | 1.820,59     | 829.728                 | 884.333           | 485,7             | 100,15            | 271        | 24         |

## Demographie
Zur Volkszählung im September 2020 lebten im Kabupaten Blora 884.333 Menschen, davon 441.845 Frauen (50,44 %) und 442.488 Männer. Gegenüber dem letzten Census (2010) sank der Frauenanteil um 0,73 Prozent. 71,30 % (630.556) gehörten 2020 zur erwerbsfähigen Bevölkerung; 19,82 % waren Kinder (bis 14 Jahre) und 8,87 % waren im Rentenalter (ab 65 Jahren).
Mitte 2022 bekannten sich 98,74 Prozent der Einwohner zum Islam, Christen waren mit 1,20 % (8.010 ev.-luth. / 2.931 röm.-kath.) vertreten, 0,02 % waren Buddhisten. Zur gleichen Zeit waren von der Gesamtbevölkerung 37,63 % ledig; 55,44 % verheiratet; 1,55 % geschieden und 5,38 % verwitwet.

### Bevölkerungsentwicklung
| SP/SUPAS (Jahr) | 1971         | 1980         | 1990         | 1995         | 2000         | 2005         | 2010         | 2015         | 2020         |
| --------------- | ------------ | ------------ | ------------ | ------------ | ------------ | ------------ | ------------ | ------------ | ------------ |
| Kab. Blora      | 620.621      | 696.523      | 767.292      | 785.390      | 813.675      | 827.587      | 829.728      | 851.841      | 884.333      |
| Anteil in %     | 2,84 %       | 2,75 %       | 2,69 %       | 2,52 %       | 2,74 %       | 2,56 %       | 2,27 %       | 2,52 %       | 2,41 %       |
| Jawa Tengah     | .21.877.081. | .25.372.889. | .28.521.692. | .31.223.258. | .29.653.266. | .32.382.657. | .36.516.035. | .33.753.023. | .36.742.501. |

| Rang unter den 29 Kabupaten der Provinz (06/2022) | Rang unter den 29 Kabupaten der Provinz (06/2022) |
| ------------------------------------------------- | ------------------------------------------------- |
| Fläche                                            | 00003                                             |
| Einwohnerzahl                                     | 000023                                            |
| Dichte                                            | 00029                                             |

- Bevölkerungsentwicklung des Kabupaten Blora von 1971 bis 2020
- Ergebnisse der Volkszählungen Nr. 3 bis 8 – Sensus Penduduk (SP)
- Ergebnisse von drei intercensalen Bevölkerungsübersichten (1995, 2005, 2015) – Survei Penduduk Antar Sensus (SUPAS)[6]

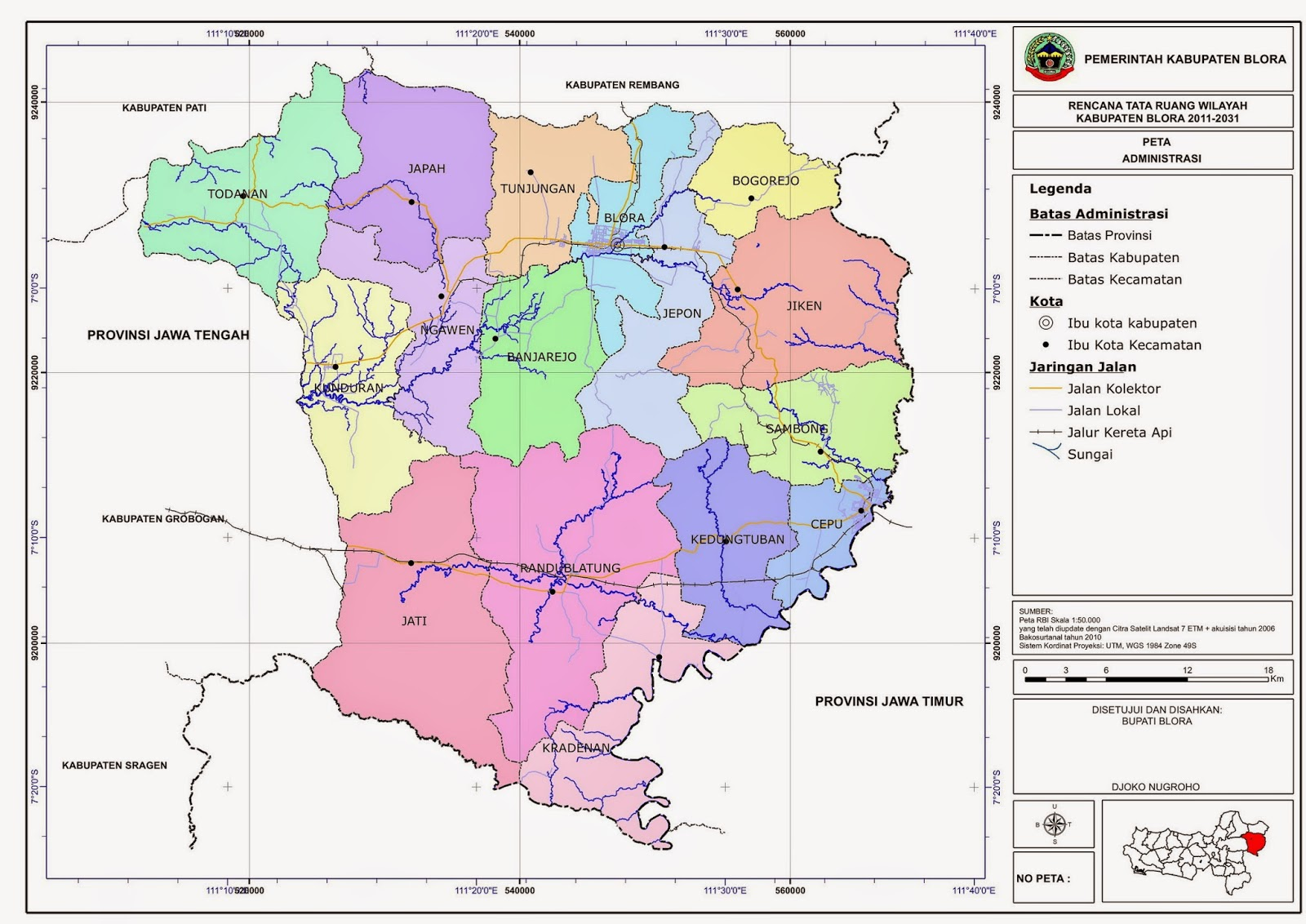

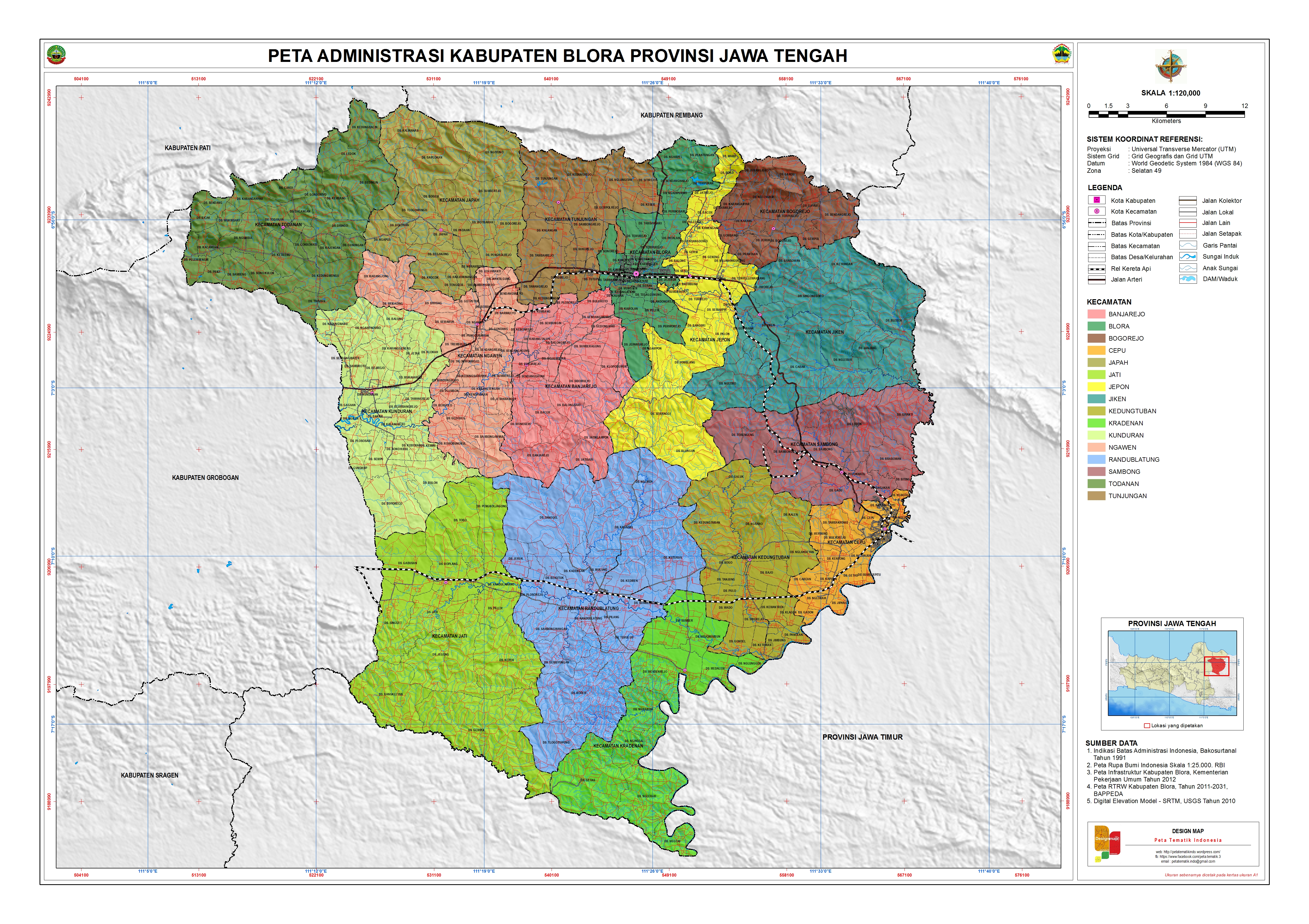

## Verkehr
Im Regierungsbezirk Blora befindet sich die von der deutschen BMAG gefertigte Cepu-Waldbahn, die heutzutage wieder als Museumsbahn in Betrieb ist.